# Lázár Pál (labdarúgó)
Lázár Pál (Debrecen, 1988. március 11. –) magyar válogatott labdarúgóhátvéd. Kétszeres magyar bajnok, egyszer a Videoton, egyszer a Debreceni VSC csapatával.

## Pályafutása

### Junior évek
Kilencévesen, 1997-ben a debreceni Olasz Focisuliban kezdte rúgni a bőrt, majd négy évvel később, 2001-ben, a DVSC válogatást tartott az utánpótlás csapataiba és őt is beválogatták.

### Nagyszalonta
Az egyik ismerőse közvetítésével 16 évesen, 2004-ben sikerült kikerülnie a nagyszalontai Liberty Salonta együtteséhez. Egy hónapot töltött csak kint, mert kiderült, túl fiatal ahhoz, hogy munkavállalási engedélyt kaphasson.

### Sopron
Az igen rövidre sikerült nagyszalontai kitérő után még 2004-ben Soporonba igazolt a Soproni VSE együtteséhez, a juniorok közé, ahonnan Selymes Tibor hívta először a felnőttek edzésére. Első NB I-es mérkőzését 2006 decemberében játszotta. Az előző héten még a keretben sem szerepelt, ám a DVSC-től elszenvedett 6-1-es vereség után edzőcsere történt és az új tréner, Csertői Aurél a Tatabánya ellen a kezdőbe rakta, első meccse alkalmával 85 percet játszott.

### Videoton
2008. februárjában kölcsönjátékosként került Székesfehérvárra a Videotonhoz, ahol jó teljesítménye jutalmaként szerződést kötött. Mérkőzésről mérkőzésre a leginkább támadó szellemű szélsővédővé vált, majd részese lett a 2009-től 2011-ig tartó időszak valamennyi sikerének: bajnoki arany- és ezüstérem, magyarkupa-ezüstérem, kétszeres ligakupa-győzelem.

### Samsunspor
2011. júniusában 3 éves szerződést kötött a török Samsunsporral. A csapattal a 16., kieső helyen végzett a török élvonalban.

### Pécs
2013. január 23-án másfél éves szerződést írt alá a Pécsi MFC-hez.

### Debrecen
2013. július 4-én hároméves szerződést írt alá a Debreceni VSC-hez. Mint elmondta, egy évvel korábban már tárgyalt a DVSC vezetőivel, akkor nem jött össze a megállapodás, most viszont csak a szakmai szempontok érdekelték, hiszen új egyesületében semmi mással nem kell foglalkoznia, csak a futballal, ami számára nagyon fontos volt.
2014. április 5-én, a DVSC–Győri ETO mérkőzésen megszerezte első magyar bajnoki gólját a DVSC csapatában. A szezon végén bajnoki címet ünnepelhetett. Bár a következő két szezonban is alap embernek számított, a 2015-16-os idény végén lejáró szerződését nem hosszabbította meg, és a távozás mellett döntött.

### Diósgyőri VTK
2016 június 9-én a Diósgyőri VTK szerződtette, miután nem hosszabbította meg lejáró debreceni szerződését. Az őszi szezonban tizenkét bajnokin lépett pályára, majd 2017 januárjában családi okokra hivatkozva kérte szerződésének felbontását, és bejelentette, hogy ideiglenesen felhagy a futballal.

### Mezőkövesdi SE
2017 júniusában, fél év kihagyást követően a Mezőkövesdi SE szerződtette.

## Válogatott
Egervári Sándor előbb az utánpótlás-válogatottba hívta meg, majd 2010. szeptember 3-án, a Svédország elleni stockholmi Eb-selejtezőn, a felnőtt válogatottban is bemutatkozott.

## Sikerei, díjai
Videoton FC
- Magyar bajnok: 2011
- Magyar bajnoki ezüstérmes: 2010
- Magyar ligakupa-győztes: 2007–08, 2008–09

Debreceni VSC
- Magyar bajnok: 2014

## Statisztika

### Klub teljesítmény
| Klub             | Szezon           | NB I      | NB I      | NB II | NB II | NB III | NB III | Magyar kupa | Magyar kupa | Ligakupa       | Ligakupa       | Szuperkupa       | Szuperkupa       | Bajnokok ligája | Bajnokok ligája | Európa-liga | Európa-liga | Összesen | Összesen |
| Klub             | Szezon           | Mérk      | Gól       | Mérk  | Gól   | Mérk   | Gól    | Mérk        | Gól         | Mérk           | Gól            | Mérk             | Gól              | Mérk            | Gól             | Mérk        | Gól         | Mérk     | Gól      |
| ---------------- | ---------------- | --------- | --------- | ----- | ----- | ------ | ------ | ----------- | ----------- | -------------- | -------------- | ---------------- | ---------------- | --------------- | --------------- | ----------- | ----------- | -------- | -------- |
| Sopron           |                  |           |           |       |       |        |        |             |             |                |                |                  |                  |                 |                 |             |             |          |          |
| 2006–07          | 8                | 0         | —         | —     | —     | —      | —      | —           | —           | —              | —              | —                | —                | —               | —               | —           | 8           | 0        |          |
| Összesen         | 8                | 0         | —         | —     | —     | —      | —      | —           | —           | —              | —              | —                | —                | —               | —               | —           | 8           | 0        |          |
| Videoton         |                  |           |           |       |       |        |        |             |             |                |                |                  |                  |                 |                 |             |             |          |          |
| 2008 tavasz      | 11               | 0         | —         | —     | 2     | 0      | 2      | 0           | —           | —              | —              | —                | —                | —               | —               | —           | 15          | 0        |          |
| 2008–09          | 20               | 0         | —         | —     | —     | —      | —      | —           | —           | —              | —              | —                | —                | —               | —               | —           | 20          | 0        |          |
| 2009–10          | 13               | 0         | 2         | 0     | —     | —      | 3      | 0           | 8           | 0              | —              | —                | —                | —               | —               | —           | 26          | 0        |          |
| 2010–11          | 27               | 0         | —         | —     | —     | —      | 7      | 0           | 2           | 0              | 1              | 0                | —                | —               | —               | —           | 37          | 0        |          |
| Összesen         | 71               | 0         | 2         | 0     | 2     | 0      | 12     | 0           | 10          | 0              | 1              | 0                | —                | —               | —               | —           | 98          | 0        |          |
| Klub             | Szezon           | Süper Lig | Süper Lig | —     | —     | —      | —      | Török kupa  | Török kupa  | Török ligakupa | Török ligakupa | Török szuperkupa | Török szuperkupa | Bajnokok ligája | Bajnokok ligája | Európa-liga | Európa-liga | Összesen | Összesen |
| Klub             | Szezon           | Mérk      | Gól       | Mérk  | Gól   | Mérk   | Gól    | Mérk        | Gól         | Mérk           | Gól            | Mérk             | Gól              | Mérk            | Gól             | Mérk        | Gól         | Mérk     | Gól      |
| Samsunspor       |                  |           |           |       |       |        |        |             |             |                |                |                  |                  |                 |                 |             |             |          |          |
| 2011–12          | 10               | 0         | —         | —     | —     | —      | —      | —           | —           | —              | —              | —                | —                | —               | —               | —           | 10          | 0        |          |
| Összesen         | 10               | 0         | —         | —     | —     | —      | —      | —           | —           | —              | —              | —                | —                | —               | —               | —           | 10          | 0        |          |
| Klub             | Szezon           | NB I      | NB I      | NB II | NB II | NB III | NB III | Magyar kupa | Magyar kupa | Ligakupa       | Ligakupa       | Szuperkupa       | Szuperkupa       | Bajnokok ligája | Bajnokok ligája | Európa-liga | Európa-liga | Összesen | Összesen |
| Klub             | Szezon           | Mérk      | Gól       | Mérk  | Gól   | Mérk   | Gól    | Mérk        | Gól         | Mérk           | Gól            | Mérk             | Gól              | Mérk            | Gól             | Mérk        | Gól         | Mérk     | Gól      |
| Pécs             |                  |           |           |       |       |        |        |             |             |                |                |                  |                  |                 |                 |             |             |          |          |
| 2013 tavasz      | 8                | 1         | —         | —     | —     | —      | —      | —           | 2           | 0              | —              | —                | —                | —               | —               | —           | 10          | 1        |          |
| Összesen         | 8                | 1         | —         | —     | —     | —      | —      | —           | 2           | 0              | —              | —                | —                | —               | —               | —           | 10          | 1        |          |
| Debrecen         |                  |           |           |       |       |        |        |             |             |                |                |                  |                  |                 |                 |             |             |          |          |
| 2013–14          | 24               | 1         | —         | —     | —     | —      | 2      | 0           | —           | —              | —              | —                | —                | —               | —               | —           | 26          | 1        |          |
| 2014–15          | 16               | 1         | —         | —     | —     | —      | 3      | 0           | 5           | 0              | 1              | 0                | 1                | 0               | 0               | 0           | 26          | 1        |          |
| 2015–16          | 16               | 0         | —         | —     | 1     | —      | 0      | 0           | —           | —              | —              | —                | —                | —               | 0               | 0           | 17          | 0        |          |
| Összesen         | 56               | 2         | —         | —     | 1     | 0      | 5      | 0           | 5           | 0              | 1              | 0                | 1                | 0               | 0               | 0           | 69          | 2        |          |
| Karrier összesen | Karrier összesen | 153       | 3         | 2     | 0     | 3      | 0      | 17          | 0           | 17             | 0              | 2                | 0                | 1               | 0               | 0           | 0           | 195      | 3        |

Utolsó elszámolt mérkőzés: 2016. április 30.

### Mérkőzései a válogatottban
| Magyarország | Magyarország        | Magyarország                    | Magyarország | Magyarország | Magyarország  | Magyarország | Magyarország | Magyarország |
| #            | Dátum               | Helyszín                        | Hazai        | Eredmény     | Vendég        | Kiírás       | Gólok        | Esemény      |
| ------------ | ------------------- | ------------------------------- | ------------ | ------------ | ------------- | ------------ | ------------ | ------------ |
| 1.           | 2010. szeptember 3. | Stockholm, Råsunda Stadion      | Svédország   | 2 – 0        | Magyarország  | Eb-selejtező | -            | 90+3'        |
| 2.           | 2010. szeptember 7. | Budapest, Szusza Ferenc Stadion | Magyarország | 2 – 1        | Moldova       | Eb-selejtező | -            | 33'          |
| 3.           | 2010. november 17.  | Székesfehérvár, Sóstói Stadion  | Magyarország | 2 – 0        | Litvánia      | barátságos   | -            | 73'          |
| 4.           | 2011. február 9.    | Dubaj, al-Sabab Stadion (UAE)   | Azerbajdzsán | 0 – 2        | Magyarország  | barátságos   | -            |              |
| 5.           | 2011. március 29.   | Amszterdam, Amsterdam ArenA     | Hollandia    | 5 – 3        | Magyarország  | Eb-selejtező | -            | 23'          |
| 6.           | 2011. november 11.  | Budapest, Puskás Ferenc Stadion | Magyarország | 5 – 0        | Liechtenstein | barátságos   | -            |              |
|              | Összesen            |                                 |              | 6            | mérkőzés      |              | 0            | gól          |